# ريك هينينغر
ريك هينينغر (بالإنجليزية: Rick Henninger)‏ هو لاعب كرة قاعدة أمريكي، ولد في 11 يناير 1948 في هاستينغس في الولايات المتحدة.

## وصلات خارجية
- ريك هينينغر على موقعبيزبول رفرنس.كوم (الدوري الرئيسي) (الإنجليزية)
- ريك هينينغر على موقعبيزبول رفرنس.كوم (الدوري الثانوي) (الإنجليزية)